# Gomesa
Gomesa é um género botânico pertencente à família das orquídeas (Orchidaceæ). Foi proposto por Robert Brown em Botanical Magazine 42: t. 1748, em 1815. A Gomesa recurva R.Br. é a espécie tipo deste gênero.  São plantas de cultivo muito fácil, extremamente floríferas, algumas espécies bastante perfumadas.

## Etimologia
O nome deste gênero, foi dado em homenagem a "Bernardino António Gomes", um médico e botânico português, que teve seu nome latinizado para "Bernardinus Antonius Gomesius".

## Distribuição
Agrupa cerca de dezenove espécies epífitas conhecidas e mais algumas não esclarecidas. São plantas de crescimento cespitoso, distribuídas pelo sudeste brasileiro, Paraguai e nordeste argentino, normalmente crescendo à sombra das matas úmidas da Serra do Mar e do interior.

## Descrição

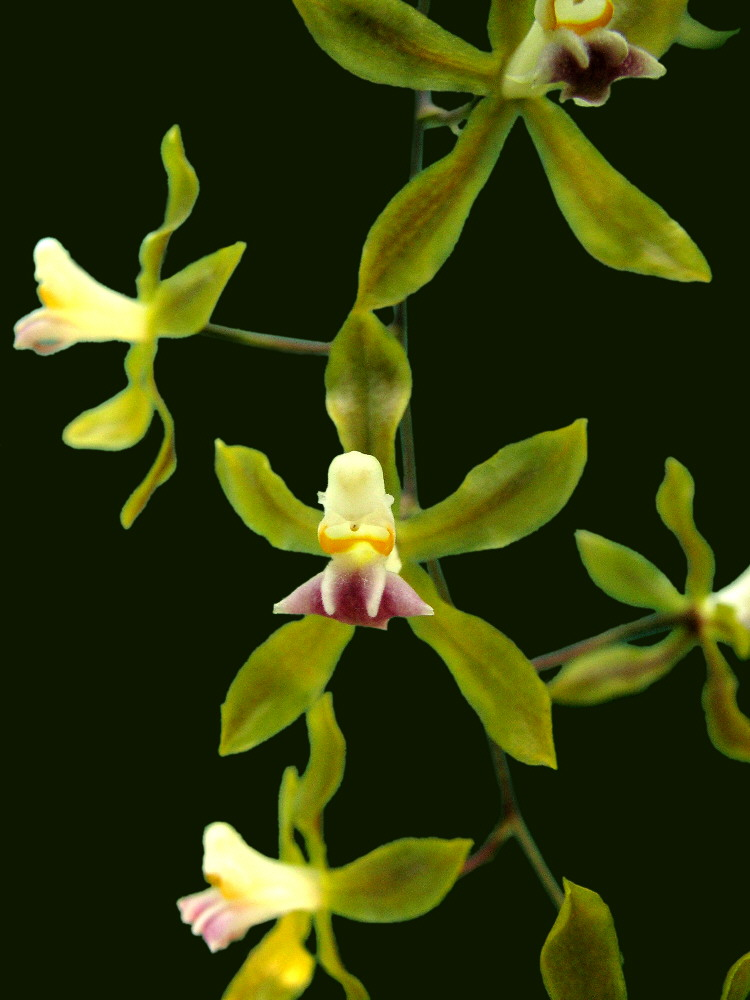
Gomesa messmeriana, antes uma Binotia.

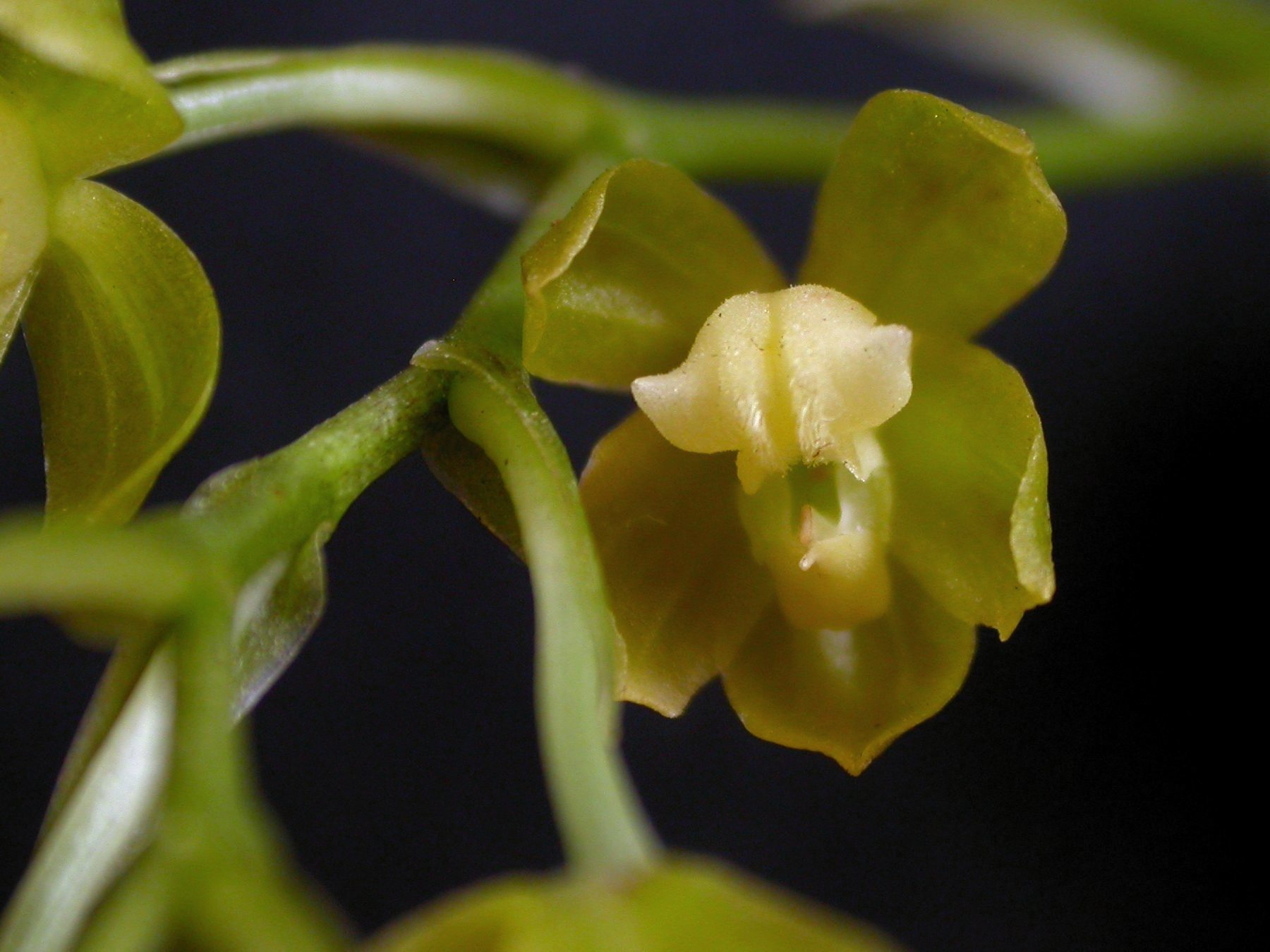
Gomesa handroi, antes uma Rodrigueziella.

É um gênero de plantas robustas ou mais delicadas com inflorescência racemosa multiflora, com flores cujos segmentos são sempre pálidos, esverdeados, esbranquiçados ou amarelados, ocasinalmente riscados de vermelho, com calos do labelo glabros ou pubescentes.
A maioria das espécies de Gomesa são muito semelhantes entre si, somente diferenciadas pela estrutura floral, e mesmo por essas algumas vezes com grande dificuldade, exceção feita à Gomesa glaziovii, que pode ser reconhecida pela planta, e poucas outras com características florais bem marcadas.
São plantas de porte médio com robustos pseudobulbos bifoliados, de perfil oblongo, lateralmente achatados, guarnecidos por Baínhas foliares na base. folhas herbáceas, oblongo-lanceoladas. O rizoma normalmente é curto, porém mais longo em algumas espécies. A inflorescência é racemosa, arqueada, repleta de pequenas flores, como já mencionamos, verdes, creme, amareladas ou alvacentas, e brota das Baínhas dos pseudobulbos.
As flores possuem sépalas de margens lisas ou crespas de forma oblongo-lanceolada, as laterais parcialmente concrescidas em algumas espécies e totalmente livres em outras, e um pouco mais compridas que a dorsal, pétalas lanceoladas, labelo mais ou menos unido à coluna, cerca do mesmo comprimento dos outros segmentos florais, sempre de perfil sinuoso com a extremidade reflexa, fortemente arcado no meio, formando um joelho, com o disco completamente glabro apresentando dois calos longitudinais.

## Filogenia
Em 2009, conforme resultados de análise molecular, as duas espécies do gênero Binotia foram transferidas para Gomesa. Binotia passou a ser seu sinônimo. Binotia foi proposto por Rolfe em 1905. A Binotia brasiliensis, antes descrita por ele mesmo como Cochlioda brasiliensis é sua espécie tipo. O nome do gênero é uma homenagem à família Binot-Verboonen, do Orquidário Binot em Petrópolis no Estado do Rio de Janeiro. Essa casa de comércio de orquídeas foi fundada por Pedro Maria Binot em 1870 e ainda continua em atividades sendo uma das mais antigas de que se tem notícia no mundo. São plantas fáceis de cultivar porém raras. Binotia era composto por apenas duas espécies epífitas, de crescimento cespitoso, da Mata Atlântica do sudeste brasileiro, normalmente crescendo à sombra das matas úmidas. No aspecto vegetativo e morfológico as plantas lembram muito as Gomesa, a despeito das diferenças apresentadas pela inflorescência de flores mais espaçadas, e detalhes da estrutura floral. Apresentam pseudobulbos achatados, de forma oblonga, bifoliados. folhas herbáceas, oblongas. Inflorescência basal, racemosa, arqueada, do comprimento aproximado das folhas, mas às vezes mais longa, abrigando nos exemplares mais robustos muitas flores que se abrem simultaneamente. As flores são estreladas, com sépala dorsal elíptico-lanceolada; sépalas laterais falciformes, um pouco mais estreitas que a dorsal; pétalas do mesmo tamanho que a sépala dorsal, também falciformes; labelo unguiculado, com as bordas do unguículo soldadas às da coluna, trilobado, com lobos obtusos, o mediano alongado, dobrado para baixo junto à sua base, provido de duas calosidades altas junto à inserção com a coluna. A coluna apresenta cavidade estigmática rasa, não dividida comantera apical bastante grande, de cor branca. Todos os segmentos são de cor ocre pálida ou esverdeados, sendo o labelo mais esbranquiçado ou róseo.
Outro gênero transferido para Gomesa em 2009 foi Rodrigueziella, juntamente com seus sinônimos, Theodorea e Hellerorchis, originalmente proposto por Kuntze 1891. A Rodrigueziella gomezoides (Barb.Rodr.) Berman, descrita por João Barbosa Rodrigues como Theodorea gomezoides é a espécie tipo deste gênero. Seu nome é uma homenagem a João Barbosa Rodrigues, botânico brasileiro que descreveu sua espécie tipo. O gênero Rodrigueziella agrupava cinco espécies epífitas, da Amazônia, do sul e sudeste brasileiros, normalmente crescendo à sombra das matas úmidas da Serra do Mar e do interior. Gênero muito próximo de Gomesa, ao qual já esteve subordinado (Pabst 1967) e do qual se diferenciava, dentre outras características, por serem plantas menores, com inflorescência mais curta e com poucas flores, de sépalas e pétalas ocasionalmente riscadas ou sombreadas de vermelho, iguais entre si, as sépalas inteiramente livres, obtusas ou acuminadas, no labelo com duas carenas denticuladas e depois dois calos longitudinais por vezes pubescentes. São plantas de porte pequeno com rizoma normalmente curto e pseudobulbos bifoliados, de perfil oblongo, lateralmente achatados, guarnecidos por baínhas foliares na base. Folhas herbáceas, oblongo-lanceoladas. A inflorescência brota das bainhas dos pseudobulbos, é delicada, racemosa, arqueada ou pendente, com poucas flores pequenas das cores já mencionadas e que pela posição da haste algumas vezes parecem invertidas. As flores possuem sépalas livres, de margens lisas, mais ou menos do mesmo tamanho, de forma lanceolada, acuminada ou ovalada, pétalas similares às sépalas, labelo mais ou menos unido à coluna, com aproximadamente o mesmo comprimento dos outros segmentos florais, sempre de perfil sinuoso com a extremidade reflexa, fortemente arcado no meio, formando um joelho, apresentando as calosidades já descritas acima. A coluna é parcialmente soldada ao labelo, curta, larga e espessa, com grande cavidade estigmática e igualmente grande antera apical.

## Aspectos bioquímicos e quimiotaxonômicos
O estudo fitoquímico da espécie Gomesa recurva nativa do Paraná levou à identificação de compostos da classe dos fenantrenoides e fenil-propanoides. Este padrão de compostos difere em certa extensão daqueles identificados a partir de espécies dos gêneros Oncidium, Miltonia e Odontoglossum, que são conhecidos pela presença de flavonoides. A ausência de flavonoides em Gomesa recurva contribui para a diferenciação destes gêneros.

## Espécies
1. Gomesa alpina Porsch, Denkschr. Kaiserl. Akad. Wiss., Wien. Math.-Naturwiss. Kl. 79: 150 (1908).
2. Gomesa barkeri (Hook.) Rolfe, Orchid Rev. 9: 166 (1901).
3. Gomesa brasiliensis (Rolfe) M.W.Chase & N.H.Williams, Orchid Rev. 117(1285, Suppl.): 85 (2009).
4. Gomesa crispa (Lindl.) Klotzsch ex Rchb.f., Bot. Zeitung (Berlin) 10: 772 (1852).
5. Gomesa duseniana Kraenzl., Ark. Bot. 16(8): 26 (1921).
6. Gomesa fischeri Regel, Index Seminum (LE) 1856: 21 (1856).
7. Gomesa foliosa (Hook.) Klotzsch ex Rchb.f., Bot. Zeitung (Berlin) 10: 772 (1852).
8. Gomesa glaziovii Cogn. in C.F.P.von Martius & auct. suc. (eds.), Fl. Bras. 3(6): 248 (1905).
9. Gomesa laxiflora (Lindl.) Klotzsch ex Rchb.f., Bot. Zeitung (Berlin) 10: 772 (1852).
10. Gomesa messmeriana (Campacci) Laitano, Bol. CAOB 77-78: 17 (2010).
11. Gomesa paranaensis Kraenzl., Kongl. Svenska Vetensk Akad. Handl., n.s., 46(10): 78 (1911).
12. Gomesa planifolia (Lindl.) Klotzsch ex Rchb.f., Bot. Zeitung (Berlin) 10: 772 (1852).
13. Gomesa radicans (Rchb.f.) M.W.Chase & N.H.Williams
14. Gomesa recurva R.Br., Bot. Mag. 42: t. 1748 (1815).
15. Gomesa sessilis Barb.Rodr., Gen. Spec. Orchid. 1: 143 (1877).

Plantas menores com menos flores, que antes eram classificadas como Rodrigueziella.
1. Gomesa doeringii (Hoehne) Pabst, Orquídea (Rio de Janeiro) 29: 165 (1967).
2. Gomesa gomezoides (Barb.Rodr.) Pabst, Orquídea (Rio de Janeiro) 29: 165 (1967).
3. Gomesa handroi (Hoehne) Pabst, Orquídea (Rio de Janeiro) 29: 165 (1967).
4. Gomesa jucunda (Rchb.f.) M.W.Chase & N.H.Williams, Ann. Bot. (Oxford) 104: 397 (2009).
5. Gomesa petropolitana (Pabst) M.W.Chase & N.H.Williams, Ann. Bot. (Oxford) 104: 398 (2009).